# Морогов, Анатолий Дмитриевич
Анатолий Дмитриевич Морогов — советский хозяйственный деятель, Герой Социалистического Труда.

## Биография
Родился в 1929 году в деревне Урма (ныне Кикнурского района Кировской области). Член КПСС.
Окончил школу фабрично-заводского обучения при Нижнетагильском металлургическом комбинате.
В 1949—1984 годах — подручный сталевара, сталевар Нижне-Тагильского металлургического комбината, сталевар Верх-Исетского металлургического завода Министерства чёрной металлургии СССР.
Указом Президиума Верховного Совета СССР от 28 мая 1960 года присвоено звание Героя Социалистического Труда с вручением ордена Ленина и золотой медали «Серп и Молот».
Делегат XXII съезда КПСС.
Почётный гражданин Нижнего Тагила.
Умер в 1984 году в Свердловске.

## Награды и звания
- Герой Социалистического Труда (28.05.1960)
- Орден Ленина (28.05.1960)
- Орден Октябрьской Революции (30.03.1971)